# Rainer Eisch
Rainer Eisch (* 24. August 1967 in Thun, Schweiz) ist ein deutscher und Schweizer Bildender Künstler.

## Leben
Rainer Eisch studierte von 1992 bis 1999 an der Kunstakademie Düsseldorf in der Klasse für die Integration von Bildender Kunst und Architektur bei Professor Christian Megert. Von 2002 bis 2004 absolvierte er ein postgraduales Studium an der Kunsthochschule für Medien Köln. Rainer Eisch lebt und arbeitet in Düsseldorf.

## Werk
Seit den 1990er Jahren greift Eisch auf die Möglichkeiten von 3D-Computerprogrammen zurück, wie sie in Wissenschaft, Forschung und Filmindustrie zum Einsatz kommen. Anders als dort, nutzt der Künstler die Technik nicht, um Realität auf digitalem Weg zu simulieren. Eher gegenteilig strebt er nach einer gezielten Verunklärung des Sichtbaren. Die Bandbreite seiner Arbeiten reicht von Bildhauerei über Rauminstallationen, Video- und 16 mm Filmarbeiten bis zu gedruckten Bildern. Dabei nutzt er die unterschiedlichsten Techniken, von Trickfilmkameras für seine 16 mm Filmarbeiten bis zu Cloud Computing, welches normalerweise von der Wissenschaft für Systeme selbstlernender künstlicher Intelligenz (KI) benutzt wird.
Eisch beschäftigt sich in seinen Bildern, Videoarbeiten und Installationen mit der Wahrnehmungsfähigkeit des menschlichen Auges und Erinnerungsprozessen. Es geht ihm um die Ökonomie der Wahrnehmung, die es dem Betrachter ermöglicht, Fragmente mit bisherigen Erfahrungsbildern zu koppeln. In seinen Filmarbeiten geht es ihm um das bewegte Bild, seine Auflösung, seinen Zerfall und das wieder Zusammenfügen.

## Ausstellungen (Auswahl)
- 2002: Kunstraum Düsseldorf
- 2005: Casino Luxembourg – Forum d’Art Contemporain[5]
- 2008: Kunstmuseum Solingen
- 2010: Kunsthalle Wilhelmshaven
- 2010: KAI 10, Arthena Foundation, Düsseldorf
- 2010: Kunstmuseum Thun
- 2011: Kunsthaus Langenthal
- 2011: Lehr Zeitgenössische Kunst, Köln[6]
- 2012: Kunstverein Duisburg
- 2014: MMIII Kunstverein Mönchengladbach[7]
- 2015: Lehr Zeitgenössische Kunst, Berlin
- 2016: Kunstmuseum Thun
- 2017: Kunsthaus Interlaken
- 2018: Museum für Konkrete Kunst, Ingolstadt[8]
- 2019 Ludwig Forum, Aachen[9]
- 2022 Kunstraum Satellit, Thun[10]
- 2023 NRW-Forum, Düsseldorf[11]

## Preise, Auszeichnungen (Auswahl)
- 1997: Förderstipendium der Aeschlimann Corti Stiftung
- 1998: Reisestipendium der Kunstakademie Düsseldorf
- 2006: Werkbeitrag des Kanton Bern und der Stadt Thun
- 2006 Aufenthalts-Stipendium des Shetland Art Trust und der Stadt Düsseldorf
- 2008: Förderung der Film- und Medienstiftung NRW für den Film Cloudtank
- 2011: Arbeitsstipendium der Stiftung Kunstfonds[12]

## Bibliographie (Auswahl)
- Rainer Eisch | Loop, Salon Verlag & Edition Köln 2024, ISBN 978-3-89770-582-1
- was du nicht weißt – eine Unterhaltung mit maschinellen neuralen Netzen, Hrsg. Rainer Eisch, wolkenmaschine 2024, ISBN  	978-3-9826168-0-3
- Dark Star, Hrsg. MMIII Kunstverein Mönchengladbach 2015, Textː Christian Krausch
- flimmernd flackern lichte Schatten, 2013, Hrsg. Lehr Zeitgenössischer Kunst, Köln, Text: Dirk Lehr
- 01, Report Verlag – Künstler verlegen Künstler 1998, Textː Michael Krajewski, ISBN  	978-3-907591-00-0

## Ehrenämter
Von 2013 bis 2022 war Eisch ehrenamtliches Mitglied in Fachausschüssen des Deutschen Kulturrates Berlin; 2016 bis 2018 Vorstandssprecher des Deutschen Künstlerbundes; 2016 bis 2023 ehrenamtlicher Verwaltungsrat der Verwertungsgesellschaft Bild-Kunst Bonn.